# Blue Stingrays
I Blue Stingrays sono stati una surf rock band della fine degli anni '90 con influenze country. La band era formata dai componenti di Tom Petty and the Heartbreakers, che formarono questa band e registrarono un unico album, Surf-N-Burn con la Epitaph Records.

## Discografia
- 1997 - Surf-N-Burn, (Epitaph Records)

## Formazione
- Mike Campbell - chitarra, voce
- Ron Blair - basso
- Randall Marsh - batteria